# Hjemmefronten - fjenden bag hækken
Hjemmefronten - fjenden bag hækken er en dansk dokumentarfilm fra 2010, der er instrueret af Phie Ambo.

## Handling
Det fyger med skældsord, og det som kunne have været et godt naboskab mellem Ole og Flemming, har i 40 år været en hård krig om ligusterhækkens størrelse og tykkelse. Seerne oplever nabostridigheder på nærmeste hold, når hegnssynsmanden Mogens Peuliche er på arbejde i de nordsjællandske villakvarterer. Her kræver det en stor grad af diplomati fra Mogens' side, når han skal genskabe freden mellem stridende naboer.